# Rafael del Pino
Rafael del Pino y Moreno (Madrid, 10 de noviembre de 1920 - Madrid, 14 de junio de 2008) fue un empresario español que estuvo considerado como una de las personas más ricas del mundo. El valor de su fortuna en el año 2005 estaba cifrado en unos 6500 millones de dólares estadounidenses y en 2007 la revista Forbes lo ubicó en el puesto 79 de los hombres más ricos del mundo.
En 1952 fundó el Grupo Ferrovial, del que fue presidente hasta el año 2000, cuando dejó la presidencia en manos de uno de sus hijos, Rafael del Pino Calvo-Sotelo. Ese año, constituyó la Fundación Rafael del Pino con el fin de contribuir a la formación de los futuros líderes.

## Inicios
Del Pino, cuya formación era la de Doctor Ingeniero de Caminos, Canales y Puertos, estaba casado con Ana María Calvo-Sotelo, hermana del expresidente del Gobierno Leopoldo Calvo-Sotelo, con la que tuvo cinco hijos. Inició su carrera profesional en la empresa Vías y Construcciones en el año 1947. Del Pino llegó a ser director de esta empresa que abandonó en 1952 para fundar su propia empresa.
Era primo segundo del militar  Milans del Bosch, ya que las abuelas eran las hermanas María y Teresa Núñez del Pino y Quiñones de León. Asimismo era primo segundo por la misma vía del político y empresario José María López de Letona, que además era su íntimo amigo.

## Fundación de Ferrovial
En el año 1952 Del Pino fundó la compañía Ferrovial que comenzó como suministradora de material de Renfe. La subcontrata duraría dieciséis años y, a pesar de que apenas cubría los gastos de importación del material desde Alemania, pues se pagaban 3,98 pesetas por cada traviesa tratada con creosota, permitió asentar la empresa en un primer momento.
Sus primeras oficinas se situaban en un local en el centro de Madrid, junto a la iglesia de Los Jerónimos.
Ferrovial se asentó primero como una de las constructoras que evolucionó con el tiempo para desarrollar otras actividades como gestión de autopistas, aeropuertos, servicios urbanos etc.

## Consolidación
Del Pino dirigió su empresa durante cuarenta y ocho años. En 1999 comenzó a cotizar en bolsa y se convirtió en una multinacional. En su gestión tenía fama de gestionar directamente la empresa. Así mismo, su personalidad era definida como de alguien muy calculador y de carácter fuerte hasta rayar la agresividad.
La primera obra en el exterior se realizó en Venezuela en 1954, y la expansión internacional paulatina hizo que en 2006 la empresa ya estuviera presente en países como EE. UU., Chile, Australia, Portugal e Irlanda.
En el año 2000, dio el relevo a su hijo Rafael del Pino Calvo-Sotelo en la presidencia de la empresa, pasando a ser presidente de honor. Desde 1999 también presidía la Fundación Rafael del Pino, entidad creada por él y que se dedica a apoyar actividades culturales y educativas dentro del fomento de los principios de la economía capitalista. Tiene su sede en el Palacete de Eduardo Adcoch, en el Paseo de la Castellana, 37.

## Premios
A del Pino le fueron otorgados la Gran Cruz de la Orden al Mérito Civil, la medalla de oro de la Real Academia de la Historia y el premio Juan Lladó, concedido por la Fundación José Ortega y Gasset y el Instituto de Empresa.
En 2008 se le concedió la Gran Cruz de la Orden del Dos de Mayo.

## Herencia
Su herencia se repartió entre sus 5 hijos: María, Rafael, Joaquín, Leopoldo y Fernando.
Las participaciones industriales heredadas se componen de una participación importante en Ferrovial a través y de una sociedad holding denominada Casa Grande de Cartagena S.L. donde agrupa otras participaciones industriales.
| Sociedad      | Porcentaje | Sociedad                       | Porcentaje | Sociedad     | Porcentaje |
| ------------- | ---------- | ------------------------------ | ---------- | ------------ | ---------- |
| Karlovy, S.L. | ?          | Portman Baela, S.L.            | ?          | Ferrovial    | 44,607%    |
| Lolland, S.A. | ?          | Casa Grande de Cartagena, S.L. | 100%       | Banco Pastor | 5,000%     |
| Lolland, S.A. | ?          | Casa Grande de Cartagena, S.L. | 100%       | Acerinox     | 5,000%     |
| Lolland, S.A. | ?          | Casa Grande de Cartagena, S.L. | 100%       | Ebro Foods   | 6,158%     |
| Lolland, S.A. | ?          | Casa Grande de Cartagena, S.L. | 100%       | Indra        | 5,000%     |